# دنی ولبک
دنیل نی تکی منساه ولبک (انگلیسی: Daniel Nii Tackie Mensah Welbeck؛ زادهٔ ۲۶ نوامبر ۱۹۹۰) بازیکن فوتبال اهل انگلستان است.وی در  باشگاه فوتبال برایتون اند هوو آلبیون بازی می کند. 
وی در سال ۲۰۱۴ از منچستریونایتد به آرسنال با مبلغ ۱۶ میلیون پوند یا ۲۰ میلیون یورو پیوست. ولبک در آرسنال حقوق هفتگی ۱۰۰۰۰۰ را داشت. این بازیکن ۲۹ ساله، پس از ناکامی توپچی‌ها در به خدمت گرفتن لوایک رمی و رادامل فالکائو به تیم ملحق شد.
او در ۱۸ اکتبر ۲۰۲۰ با قراردادی آزاد به تیم برایتون پیوست و هم بازی علیرضا جهانبخش شد.
از مارس ۲۰۱۱ او به تیم ملی انگلستان دعوت شد و در سال ۲۰۱۲ در لیست بازیکنان تیم ملی قرار داشت. او در ناکامی انگلستان در جام ۲۰۱۴ هم در بین شیرهای شکست خورده بود.او در آرسنال دوران طلایی خود را گذراند